# Бурдуни
Бурдуни (рос. Бурдуны) — улус Кяхтинського району, Бурятії Росії. Входить до складу Усть-Кіранського сільського поселення.
Населення — 128 осіб (2010 рік).

## Відомі особистості
В поселенні народився:
- Циренов Бабасан Циренжапович (1910—1987) — бурят-монгольський льотчик.